# Xã Camanche, Quận Clinton, Iowa
Xã Camanche (tiếng Anh: Camanche Township) là một xã thuộc quận Clinton, tiểu bang Iowa, Hoa Kỳ. Năm 2010, dân số của xã này là 4.630 người.